# Yang Shangkun
Yang Shangkun (xinès simplificat: 杨尚昆)  (Tongnan District, 5 de juliol de 1907 - Pequín, 14 de setembre de 1998) va ser un polític i estadista xinès. Va ser president de la República Popular de la Xina de 1988 a 1992 i també va ocupar el càrrec de vicepresident i Secretari General de la Comissió Militar Central durant l'època de Deng Xiaoping. Yang Shangkun va ser el president xinès que hagué de fer fer front a les protestes de Tian'anmen el 1989.

## Biografia
Yang Shangkun era fill d'una família propietària de terra de Shuangjiang, al comtat de Tongnan, prop de la ciutat de Chongqing (Sichuan). Va estudiar a l'Escola Normal Superior de Chengdu i la seva escola de secundària afiliada entre el 1920 i el 1925, per tornar després a Chongqing. El 1926 va començar els seus estudis a la Universitat de Xangai i, poc després, marxaria a Moscou per a formar-se en teoria marxista.
El 1929 Yang Shangkun es va casar amb Li Bozhao, amb qui tindrà tres fills. Li Bozhao va ser de les poques dones en participar en la Llarga Marxa.
Yang va morir el 14 de setembre de 1998, a l'edat de 91 anys. El seu obituari oficial el descrivia com a "un gran revolucionari proletari, un estadista, un estratega militar, un marxista acèrrim, un líder destacat del partit, de l'estat i de l'exèrcit del poble".

## Carrera política
El seu germà gran, Yang Yingong, va ser un dels membres fundadors del Comitè Executiu del Partit Comunista Xinès (PCX) a Sichuan i, sens dubte, va influir en l'orientació ideològica de Yang Shangkun. Després d'ingressar a la Lliga Juvenil Comunista el 1925 i al PCX, el 1926 es va matricular a la universitat de Xangai. Entre finals dels anys 1920 i principis dels 1930 va anar a estudiar teoria marxista a la Universitat Sun Yat-sen de Moscou. La seva educació el va convertir en un dels líders més ben formats del primer Partit Comunista de la Xina. L'experiència a Moscou el va fer tornar a la Xina com un dels 28 estudiants bolxevics xinesos, destinats a liderar el PCX. Un cop a la Xina va donar suport en un primer moment al primer líder comunista Zhang Guotao, però va canviar d'opinió durant la Llarga Marxa (1934-1935) per passar a donar suport al lideratge de Mao Zedong. Va exercir de comissari polític durant la Guerra Civil xinesa i la segona Guerra Sinojaponesa.

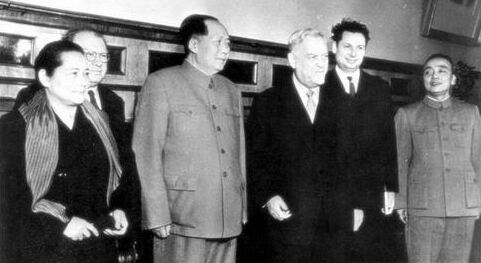
Mao Zedong amb el líder soviètic Nikolai Bulganin el 1957. Yang Shangkun és el primer de la dreta.

Va ocupar càrrecs importants al Comitè Central del Partit Comunista Xinès entre 1956 i 1966, però va ser deposat durant la revolució cultural. Va ser rehabilitat el 1978 i va ser elegit president del Politburo el 1982 (al 12è Politburó del PCX).
A principis dels anys vuitanta, Yang va col·laborar amb un historiador nord-americà, Harrison Salisbury, que estava realitzant un estudi sobre la Llarga Marxa amb entrevistes dels protagonistes que encara vivien. El llibre resultant va ser Long March: The Untold Story, i ha estat elogiat pels estudiosos de la Xina com una excel·lent síntesi de fonts orals de primera mà. A la Xina, molts veterans xinesos van demanar per què havia calgut l'interès d'un estranger per a produir aquest llibre.
Com a president de la República Popular, juntament amb Deng Xiaoping, va tenir un paper important en la supressió del moviment estudiantil a la plaça de Tiananmen. El seu nebot Yang Jianhua va comandar el 27è exèrcit, que van enviar des de la província de Hebei per sufocar la manifestació. Segons Voice of America, abans de morir el 1998, Yang Shangkun va dir al metge militar que l'atenia, Jiang Yanyong, que la repressió del 4 de juny havia estat l'error més greu comès pel Partit Comunista en la seva història.
Yang Shangkun tenia una gran influència a l'Exèrcit Popular d'Alliberament, per això Deng Xiaoping en va forçar la dimissió el 1992 perquè eclipsava la figura de Jiang Zemin. La seva retirada, i la del seu germà Yang Baibing, van obligar a molts dels oficials d'alt rang a renunciar també al seu càrrec.